# ЛГБТ травесті в Україні

## Історія травесті-культури в Україні
Про перші стихійні травесті-вистави у Києві, котрі проходили у середині 1990-их років, згадує травесті-артист Діва Монро (Олександр Федяєв):
|  | В Киеве тогда было два кафе, где собиралась тематическая тусовка. Первое — „Вогник“, сейчас на его месте находится экспресс-касса центрального МакДональдса на Крещатике. Второе тоже на Крещатике — в хлебном магазине „Біла здоба“, где сейчас расположен очередной брендовый бутик. В одной части продавали хлеб, а в другой заседали наши феи — Джози, Птица (она же травести-дива Ева Желанная), Сандра, Коммунистка, Баба Яга и другие. Подобные прозвища давали в тусовке за внешность или схожесть с кем-то из известных актрис, певиц или мультипликационных героев, некоторых назвали женскими именами, производными от мужских. Например: Андрей — Андрелла, Николай — Николетта и тому подобное. Некоторые имена называть не буду — сейчас это известные парикмахеры, стилисты, и не особо, наверное, хотят, чтобы афишировали их прошлое. Многих уже и в живых нет… |

Першими штатними клубними травесті-артистами в Україні стали резиденти та артменеджери заснованого восени 1999 р. гей-клубу «Клітка» Діва Алзіра або Леді Ігорівна (Ігор Бондаренко), Мадам Лейла (згодом перейшов у 2001 р. у «М-клуб», помер у 2003 р. у Черкасах), а також продюсовані ним Мадам Птиця (Сергій Мангасарян), Діва Беллінда (Володимир Мотрич), Тьотя Шер (Микита Черняєв, у 1998—1999 рр. виступав, як травесті, у гей-кафе «Бродяча собака»), та Мерлін, або Діва Монро.
Також у 2001—2002 рр. прославилися резиденти клубу «Совок» Дана Нешнал (Корнієнко Богдан Васильович, 1983 року народження), Рита (вона ж Роксана Ксовьє, згодом Роксі Карамель, з цим псевдонімом став виступати Шевченко Роман Романович, 1984 року народження, уродженець м. Горлівка Донецької області) та Наталі Террор (Черняєв Олександр Сергійович, 1983 року народження, уродженець Одеси), брат Шер (Микити Черняєва).
Першими відомими травесті-продюсерами в Україні були бізнесмени Фесенко Олександр Анатолійович (1972 року народження, уродженець м. Слов'янськ, голова заснованої 11 листопада 1999 р. ГО «Твоє життя»), Тищенко Ігор Миколайович (1976 року народження, уродженець м. Слов'янськ), Поздняков Антон Володимирович (1986 року народження, уродженець м. Горлівка). Білий Владлен Сергійович (1988 р.н) м. Запоріжжя директор та засновник популярного та найскандальнішого гей-клубу «Egoist»
Весною 2001 р. відбулося створення першого і єдиного професійного колективу травесті-артистів «Фабрика Зірок». Колектив представив свою першу програму «Жінками не народжуються — жінками стають». До «Фабрики» увійшли Мерлін (Олександр Федяєв), Єва Желанная (Сергій Мангасарян), Айседора Вулкан (Сергій Бакликов) та Джозефіна Аборт (Сергій Королевський, згодом помер у 2014 р.). Проект «Фабрика Зірок» був названий найкращим у номінації «Суботній вечір у Голлівуді» і виступив більш ніж в 50 клубах країни. У 2002 р. травесті-група «Фабрика звёзд» була перейменована в травесті-шоу «Фабрика грёз» (на зразок однойменного московського шоу). Після того, як з групи вибули Айседора Вулкан (Сергій Бакликов) та Джозефіна Аборт, новими учасниками колективу з грудня 2002 р. були травесті-артисти Прісцілла Готьє (Вячеслав Величаєв) та Роксана Ксовьє, або Роксі Карамель (Шевченко Роман Романович, 1984 року народження, уродженець м. Горлівка Донецької області, у 2000—2010 рр. — резидент гей-клубу «Совок»). Але у 2004 р. колектив розпався.
У сер. 2000-х рр. прославився артист Белла Огурцова (Мотрич Володимир Петрович), відомий радіоведучий та телеведучий, шоумен, співак та травесті-артист. Спочатку виступав у клубах «Клітка» (закритий у 2000 р.), «М-Клуб», «Андрогин»; 3 2006 р. — резидент гей-клубу «Помада». Крім виступів у клубах, Белла також захопилася музикою та на початку 2006 року записала свій перший сольний альбом «Однажды».
Починаючи з 16 вересня 2006 року, Белла затруднений ведучим ранкового шоу «Зарядка» на радіо Люкс-ФМ. Його артдиректором став генеральний продюсер продакшн-телестудії «Діалог» Армен Мартиросян.
У 2008 р. видав 4 сингла у збірнику «Хіти радіо Люкс». Про свою творчість Белла заявив проекту «Дуся» наступне:
|   | Я, Фрида, Монро, Дана — мы работаем в разных сферах. Все, кроме меня, просто эксплуатируют женский образ на сцене, это люди, у которых нет своего творчества. Они открывают рот под чужие фонограммы, изображая из себя каких-то артистов. Я не могу сказать, что это двойники, но это где-то из этой области. У меня немного другая сфера, другая специфика. Я пою! Я делаю совершенно другие вещи, потому сказать, что эти (люди) моя конкуренция, нельзя. |
| — | |

20 вересня 2011 року Белла Огурцова був прийнятий, як ведучий, на роботу на «Русское радио» в Москві, та з того часу веде вечірню програму «Ё-шоу».
Достатньо знаменитим став також травесті-артист Айседора Вулкан (Бакликов Сергій Михайлович), відома українська зірка вечірок та світських раутів. У грудні 2012 р. закінчив Київський інститут музики імені Р. М. Глієра, захистивши магістерську дисертацію, з червоним дипломом. Присвоєно кваліфікації: соліст-вокаліст (вокальний ансамбль), соліст-вокаліст (соліст естради), викладач вокалу. З 2001 по 2003 рр. працював у розважальному комплексі «Голівуд». Була спільна робота з Дмитром і Оленою Коляденко і їхнім балетом «Арт-класик», далі робота в шоу з артистом Діва Монро «Фабрика зірок». З 2003 по 2007 рр. наступним етапом його роботи був нічний клуб «Андрогін» — артист, артдиректор. У 2005 р. — був резидентом клубу «Совок», відкривав нічний клуб «Кібер» (адміністратором був продюсер Ігор Кириленко, більш відомий серед ЛГБТ як травесті-артист Тьотя Ірен).
У 2007—2011 рр. — працював у клубах «Помада» (як артдиректор), «Ендібар». Артдиректором останнього клубу з 2010 року був Гнатенко Костянтин Володимирович, який деякий час займався продюсуванням Айседори. У 2011—2012 рр. — артист клубу «Президент». Наприкінці 2012 р. Айседора мав гастролі в Сочі, які обернулися запрошенням на постійну роботу до тамтешнього кабаре «Маяк». З березня 2013 р. живе у Сочі постійно.
У 2007 р. зважився на камінг-аут.
На початку 2014 р. про артиста Бакликова, як видатного представника ЛГБТ в м. Сочі, артиста сочинського кабаре «Маяк», який співає як Вітні Г'юстон, згадала американська кореспондентка Лаура Міллс в репортажі «Amid Putin's Crackdown, Sochi Gay Scene Thrives» («Серед путінських суворих заходів, сочинська гей-сцена процвітає»). Бакликов заявив, що не хоче бути втягнутим у сучасний російський рух ЛГБТ, тому що у нього нема сильного лідера. Розмовляючи з кореспондентом Катею Казбек, Бакликов заявив, що не бачить сенсу у гей-парадах.
З початку двотисячних рр. великою популярністю користуються травесті-артисти, що не приховують свою гомосексуальну орієнтацію, та виступають з яскравими шоу-програмами у столичних гей-клубах: Фріда Бакс (Брох Ростислав Львович, 1971 року народження, з м. Теплик, резидент клубу «Совок», з 2006 р. — клубу «Помада»), Діва Монро (Олександр Федяєв з м. Феодосія, клуб «Клітка», 1998—1999 рр., клуб «Андрогін», тепер клуб «Арена»), Дана National (Богдан Корнієнко), Белла Огурцова (Мотрич Володимир Петрович з м. Черкаси, клуби «Клітка», «М-Клуб», «Андрогін», з 2006 р. — «Помада»), Урсула (Семенов Артем Олегович), Норма Посполита (журналіст Тарлецький Едуард Зіновійович, до 2011 р. користувався псевдонімом Мадам Жу-Жу), Єва Желанная (дизайнер Сергій Мангасарян з с. Ківшарівка поблизу Харкова, клуб «Арена»).
Широко прославилися артисти в південних регіонах України: Андрелла Гебельс або Андрелла Водкина (Андрій Павлович Волощик-Корнієвський, 18.04.1976 — 19.09.2016; у 2006—2011 рр. виступав у м. Одеса в гей-клубі «Шаде», у 2011 р. перебрався до Києва, де був резидентом гей-клубів «Помада» та «Ліфт», став жертвою автокатастрофи у 2016 р.), Ляля Кіндер (Віталій Бродських з міста Запоріжжя, розпочавший свій шлях у 2014 році з конкурсу «Ало, ми шукаємо таланти» у міському гей-клубі «Vilvet», з його закриттям резидент клубу «Pravda Skock», надалі фронт-діва гей-клубу «Pravda». Закінчивши співпрацю з клубом на постійній основі у 2016 році, та залишивши місце резиденту, переїхав до міста Києва, але й надалі продовжив свою творчу діяльність для публіки рідного клубу, де здобув чималу популярність), Агарпена Карповна (Денис Пашков, помер у 2016 р.) та Аврора Заря (Темпалов Артем Олегович, 1983 року народження) з Запоріжжя.
На сході України активно виступали Катя Педікюр з Харкова (Віктор Сапєгін, колишній резидент гей-клубу «Драйв» та «Джем», на даний момент працює виключно на натуральну публіку, та виховує в ній толерантне ставлення до секс-меншин); Лала Імпічмент (Олексій Вараксін) з Харкова, Капіталіна Залізна (Андрій Капчук, артдиректор гей-клубу «Драйв») з Харкова, також продовжує виступати Марлен Шкандаль (Данілін Олександр Миколайович, 1990 року народження, уродженець Харкова) з Харкова, який на даний час переїхав до Києва.
До 2018 року широко відомим був травесті-дует «Сестри Стар» з Харкова, у складі якого виступали Артеміда Стар, або Артеміда Романовська (Штейман Артем Миколайович, 1984 року народження, мешканець с. Бабенкове Ізюмського району) з м. Ізюм, та його друг, травесті-артист Деметра Стар (Дмитро Токар), а також Гера Стар. На даний час Артеміда Стар виступає, уже в натуральному образі, як шоумен під ніком «Артем Нова».
Тепер уже колишніми українськими травесті-дівами являються Майдана Вогняна (Костянтин Харламов) з Донецька (у 2017 році мігрував у Нідерланди для здобуття статусу біженця, через гомофобні гоніння у рідній країні), та Діва Маліка (Антон Агафонов, 1994 року народження, киянин, у шоу-бізнесі з 2012 року, спочатку його артдиректором був продюсер Білий Владлен Сергійович, 1988 року народження, уродженець Одеси; однак після розриву з продюсером Білим, Агафонов (Miss Malika) з 2016 року припинив своє існування в амплуа «Діва Маліка», та залишив своє місце резидента у клубі «Pravda» в місті Запоріжжя, після цього він бере ім'я «Dayana Rossy», та продовжує свою кар'єру у Росії, у гей-клубі «Vintag» у м. Ростов-на-Дону). Далі зовсім покидає своє існування як травесті-артист.
Також широко відомими у вузьких колах стали «діви» Саша Брандт (Микола Писклов з Харкова), Ніка Кроуф (Гліб Нікітінський з м. Балаково, Саратовська область, з 2015 року — киянин), Діна Лав (Дмитро Черников) з Луганська, Діта Каприз (Михайло Павлюк) зі Львова, Діва Кристал (Сергій Мельник) з Харкова, Лола Феррарі (Олександр Демидов) з м. Березань, Джина Смайл (Сауляк Євген Сергійович, 1985 року народження) з Одеси, Діта Бомбоні (Белінський Едуард Олександрович, 1988 року народження, уродженець м. Олександрія) з Сімферополя, Патріція Кактус (Геннадій Зайцев) з Харкова, Ванесса Пушистая (Іван Грищенко) з Харкова, Лола Панкратова (Володимир Мірошниченко) з Харкова, Лагуна Віста (Олександр Толмачов) з Луганська, Моніка Данс (Фетисов Максим Вадимович, 1983 року народження) з Дніпропетровська, Брунгільда Голден (Золотченко Борис Олександрович, 1980 року народження, з Кривого Рогу), Таміла (Євген Петров) з Кривого Рогу, Ніка (Бабич Микола Олександрович, 1978 року народження) з Дніпропетровська, Лоліта Амбер (Лучков Руслан Миколайович, 1987 року народження) з Херсону, Дебора Найт (Шиляк Сергій Васильович, 1969 року народження), Крістіна Гранд, Соня Мармеладова, Лара Кошерна, Маряша Персик, Ліза Кокс, Рафаелка Солодка, Габріела Версаль.
Також прославилися кияни: Тьотя Шер (Микита Черняєв), Шанті (Юрій Коваленко), Тьотя Ірен (Ігор Кириленко, артдиректор гей-клубу «М-Клуб» та гей-клубу «Кібер»), Прісцілла Готьє (Вячеслав Величаєв), Роксі Карамель (Роман Шевченко, у 2000—2005 рр. — резидент гей-клубу «Совок», з 2005 р. — клубу «Андрогін»), Номі Мелоун або Номі Чечетов (Клименко Володимир Миколайович, резидент клубу «Клітка», з 2003 р. — артдиректор клубу «Андрогін»), Селена (Олексій Громов), Гуппі Дринк (Шаст Владислав Сергійович, 1995 року народження, родом з м. Бобринець). У Житомирі прославився травесті-артист Марія Кармеліта (Калганов Олег Євгенійович, 1992 року народження, випускник Житомирського інституту культури і мистецтв), який нині виступає у клубах Києва.
Продюсерами, як правило, спочатку виступали власники або адміністратори гей-клубів: Олександр Толстов (клуб «Совок», убитий в 2014 р.), Володимир Зварич, Ігор Бондаренко, Олександр Кармазин, Олександр Фесенко, Олександр Лисоконь (клуб «Тема» в м. Одеса, загинув у 2014 р.), Олександр Димов (клуб «Ендібар»), Артем Лавський (справжнє прізвище Костюченко, клуб «Рай», Сімеїз), а також Валерій Удовенко, спонсор Андрелли Гебельс.
Окремі адміністратори гей-клубів також проявляли себе, як травесті-артисти, зокрема: Діва Алзіра (Ігор Бондаренко, помер у 2008 р.), Тьотя Ірен (Ігор Кириленко).
Торкаючись проблем гастролей, травесті-артист Тьотя Шер (Микита Черняєв) зауважив:
|   | Был такой случай: заказчик пожелал, чтобы я разделась догола. Я согласилась, но заломила приличную сумму… Что интересно, наше шоу нравится и женщинам, и мужчинам. После его окончания все гости буквально засыпают нас пикантными предложениями: женщины хотят ощутить что-то новенькое, ну а мужчины нетрадиционной ориентации — удовлетворить естественные для них сексуальные потребности. Иногда мы соглашаемся. |
| — | |

Даючи характеристику артистам свого амплуа, травесті-артист Толетта (Анатолій Євдокимов) зазначив: 
|   | Почему актеры-травести, трансвеститы, актеры бурлеска часто так несчастны? У артистов, которые работают по гей-клубам, потребляют наркотики и определенного вида любовь, очень сложная жизнь, часто безденежная. Я же сознательно и целеустремленно вырвался на уровень эстрадной звезды, потому что сразу решил, что хочу театральное шоу, а не только выступление по борделям. У меня было много друзей среди лучших представителей жанра травести. Многих, увы, уже нет на этом свете. Потому что если выступаешь только по клубам, не имеешь выход на корпоративы, большую сцену — это навязывает губительный образ жизни. |
| — | |

Артист Фаіна Сос (Сергей Петров) сказав:
|  | Легче сыграть божество, чем женщину. Дело не так, как ты можешь выглядеть. Чулки, юбки, накладные ресницы, всё это бутафория. В момент выступления я должна дать возможность людям поверить, что такие женщины существуют. Хотя редкость. |

В свою чергу, Лора Колли (Сергей Зарубин) зазначив:
|  | Нормальный человек не пойдет в женском платье на экран говорить, что „я такая, я сякая“. Травести-шоу — вещь не для всех. У меня это работа. Все время спрашивают: вот вы — вы, наверное, так свыклись с этим образом… Какая дурость! Я отыграл — все, дальше я Сергей Зарубин. А они вытаскивают на экран людей, не больных, но у которых сдвинуты мозги. Есть в травести-шоу нормальные мужики, которые просто работают в этом жанре. Есть трансвеститы, которые без женского не могут жить, это их самовыражение. А я не скрываю, что Лора — это маска, а за маской я сам. |

Ось як охарактеризував життя актора свого жанру травесті-артист Симона Глам (Дмитро Белов):
|   | Дивы, как правило — геи, при том пассивные, но, есть и исключения (я актив). Живут в поисках постоянного партнера, да не только постоянного… Начинаются трудности. Они хотят видеть в тебе парня не только в будни, но и ежедневно. Он гей, а это значит, его не привлекает женский пол и его воплощение. Тут поступают просьбы прекратить свое хобби, и как правило, травести не делает этого (как мать, она не убьет свое дитя). И снова одна, наедине со своим образом, который ее спасает хоть один день в неделю. В этот день она получает внимание и востребованность не от одного парня, а целого клуба. Человек, который смотрит шоу, хлопает, кричит браво, дарит цветы!!! А после шарахается и шепотом, в чатах, осуждает и говорит, что мы больные и т.п. В Интернете та же ситуация. Узнав кто и что ты, парень исчезает. Но, есть те, кому это хобби по душе. |
| — | |

Правда, артист Дана Нешнал (Богдан Корнієнко) дотримується іншої думки:
|   | Артист травести жанра не обязательно должен и в жизни ходить в юбке или в платье. Человек может, в принципе, быть бисексуальным, у него может быть жена и дети. Травести не имеет привязки к сексуальным предпочтениям, это перевоплощение из мужчины. А трансвестит, с которым нас часто путают, ‒ это больше про фетишизм к женской одежде |
| — | |

Харківський травесті-артист Жанна Симеїз (Крат Костянтин Вячеславович, 1975 року народження, мешканець Харкова, на сцені з 1997 року, раніше називав себе «Дана» або «Денис») розповідав, що столицею українського «дрег-квіну» став не Київ чи Харків, а кримське селище Сімеїз. Туди, на південний берег Криму, з материка з'їжджалися учасники гей-тусовки до кафе «Їжаки» У 2008 р. власники почали проводити вечірки з платним входом. Жанна Сімеїз стала артдиректором «Їжаків». Свято дрег-квіну на сцені кафе вирувало аж до російської окупації.
Починаючи з 1990-х рр., артист та шоумен Гнатенко Костянтин Володимирович займався продюсуванням таких травесті-артистів, як Айседора Вулкан, Аврора Заря, Лола Феррарі, Кристина Гранд, Моніка Данс, Номі Мелоун, Роксі Карамель, Тьотя Шер (Королева хабала), Тьотя Ірен, Єва Желанная, Марлен Шкандаль, Соня Мармеладова, Лара Кошерна, Маряша Персик, Дебора Найт, Ліза Кокс, Рафаелка Солодка, Габріела Версаль, Нана Річі, Артеміда Стар. Щоправда, частина травесті-артистів згодом перейшла під опіку продюсерського агентства «Art-Zamana», яке з смертю його засновника та директора Ігоря Бондаренка у 2008 р. очолив продюсер Ігор Алмазов.
Говорячи про стосунки з Гнатенком, травесті-артист Тьотя Шер (Микита Черняєв) визнав: «Костю Гнатенко, нашего большого поклонника, которого мы все очень уважаем и любим, по-дружески называем Гнатенчиха… С Костей Гнатенко у нас была любовь, так сказать, с первого взгляда. Когда он подбирал ребят для своего турне, то из всех претенденток-„трансов“ выбрал меня. Я поразила его натуральностью образа». Сам Гнатенко неодноразово зізнавався, що з юних років мріяв бути травесті-дівою.

## Травесті-конкурси в Україні
21 червня 2009 року за участю Гнатенка, як журі, у м. Одеса пройшов фінал конкурсу «Міс травесті-діва України 2009», переможцем якого став артист Марлен Шкандаль. Також альтернативний конкурс «Міс травесті України 2009» пройшов у клубі «Андрогін» (директор та продюсер конкурсу — Олександр Кармазін) 7 серпня 2009 року, переможцем став артист Лола Феррарі (Олександр Демидов з м. Березань). Перший конкурс травесті-артистів СНД «Miss Travesti International 2009» також пройшов у м. Одеса 20 грудня 2009 року, переможцем став гей Стелла Діва Фокс (Денис Савченко) з м. Санкт-Петербург.
Новий великий конкурс травесті-артистів «Miss Diva» пройшов 17-18 травня 2013 року в клубі «Помада», ведучим та організатором виступив Роксі Карамель; перемогли артисти Маша Ханська (Вадим Вольнов) та Помпея Мамайська (Микита Романов), учасники травесті-дуету «Баккара» («Drag Queen Duo Baccara») з Кривого Рогу. Конкурс «Miss Diva», метою якого є підтримка і відкриття молодих українських артистів жанру травесті, з 2013 р. проводиться щороку в столичних гей-клубах.
У 2014 р. його переможцем став продюсований Гнатенком артист Гризольда Шторм (Труба Григорій Леонтійович, 1977 року народження, мешканець Одеси, засновник та керівник місцевого травесті-гурту «Фальшивый бриллиант»), а у 2015 р. — столичний артист Діва Алекса.
Згодом, з закриттям клубу «Помада», конкурс «Місс Діва», проводиться у відкритому 2014 року клубі «Ліфт».
У 2016 р. лауреатом конкурсу став артист Андрелла Водкина, срібним призером став артист Miss Maliki (Антон Агафонов) продюсером якої на той час був Владлен Білий. У 2017 р. переможцем став артист Марлен Шкандаль (Олександр Данілін). У 2018 р. переможцем став травесті-артист Шанті (Юрій Коваленко).
Корону 7-ого конкурсу «Місс Діва» у 2019 р. розділили Влада Штерн (Мітєв Володимир Володимирович, 1986 року народження, уродженець смт. Орджонікідзе Дніпропетровської обл.) і Міранда Волкер (Котуль Владислав Леонідович, 1995 року народження, уродженець м. Чоп Закарпатської обл., закінчив Львівське державне училище культури і мистецтв, жив у Львові, у 2013—2016 роках був продюсером іншої львівської травесті-артистки Лоліти Сваровскі).
Переможцем 8-ого конкурсу «Місс Діва» у 2020 р. став травесті-артист Ева Броуні — далекий родич продюсера та співака Костянтина Гнатенка.